# Chery Omoda 5
Chery Omoda 5 (спрощ.: 奇瑞欧萌达; піньїнь: Qíruì Ōuméngdá) ― компактний кросовер, що виробляється компанією Chery з 2022 року. 

## Огляд

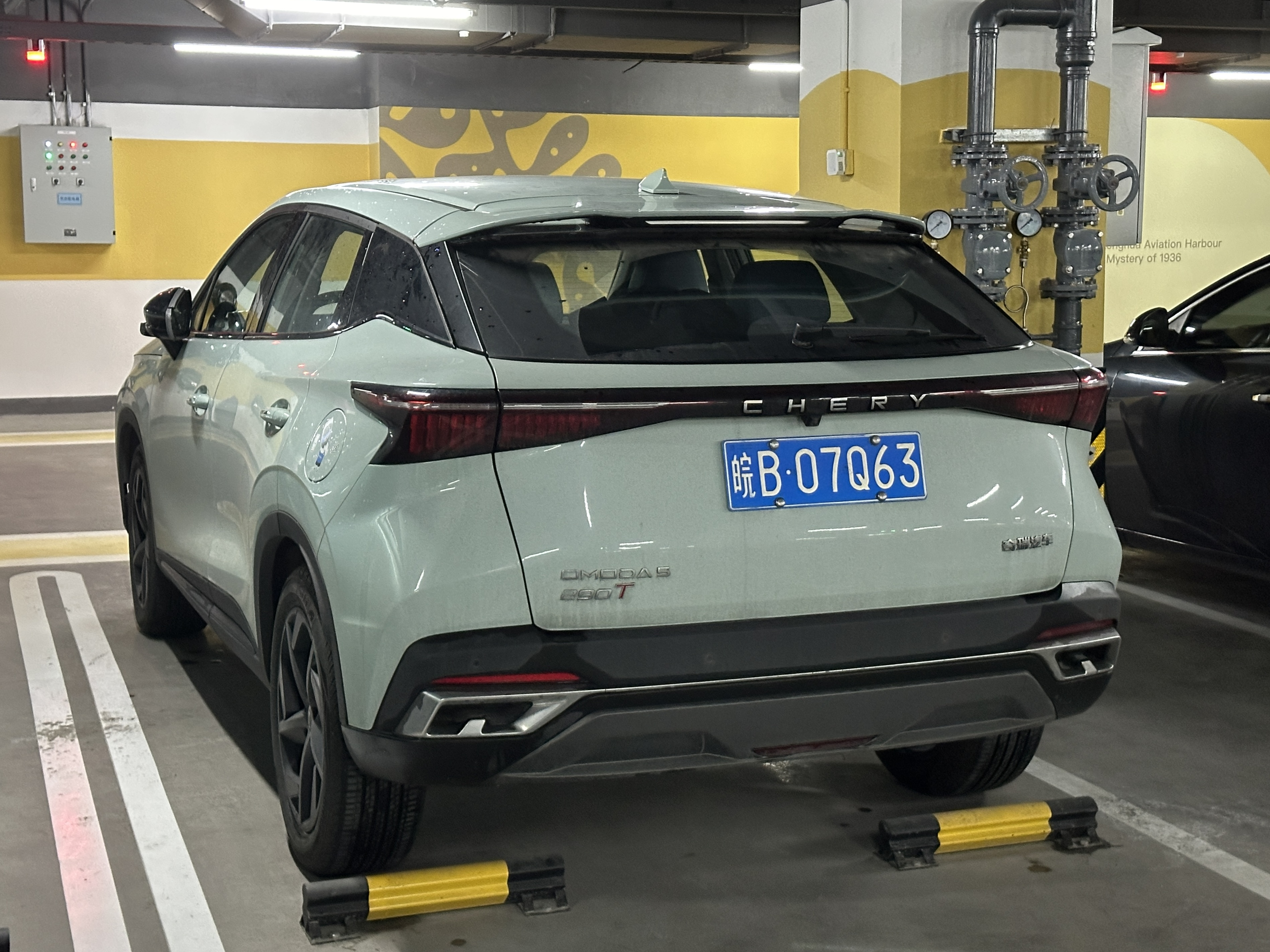

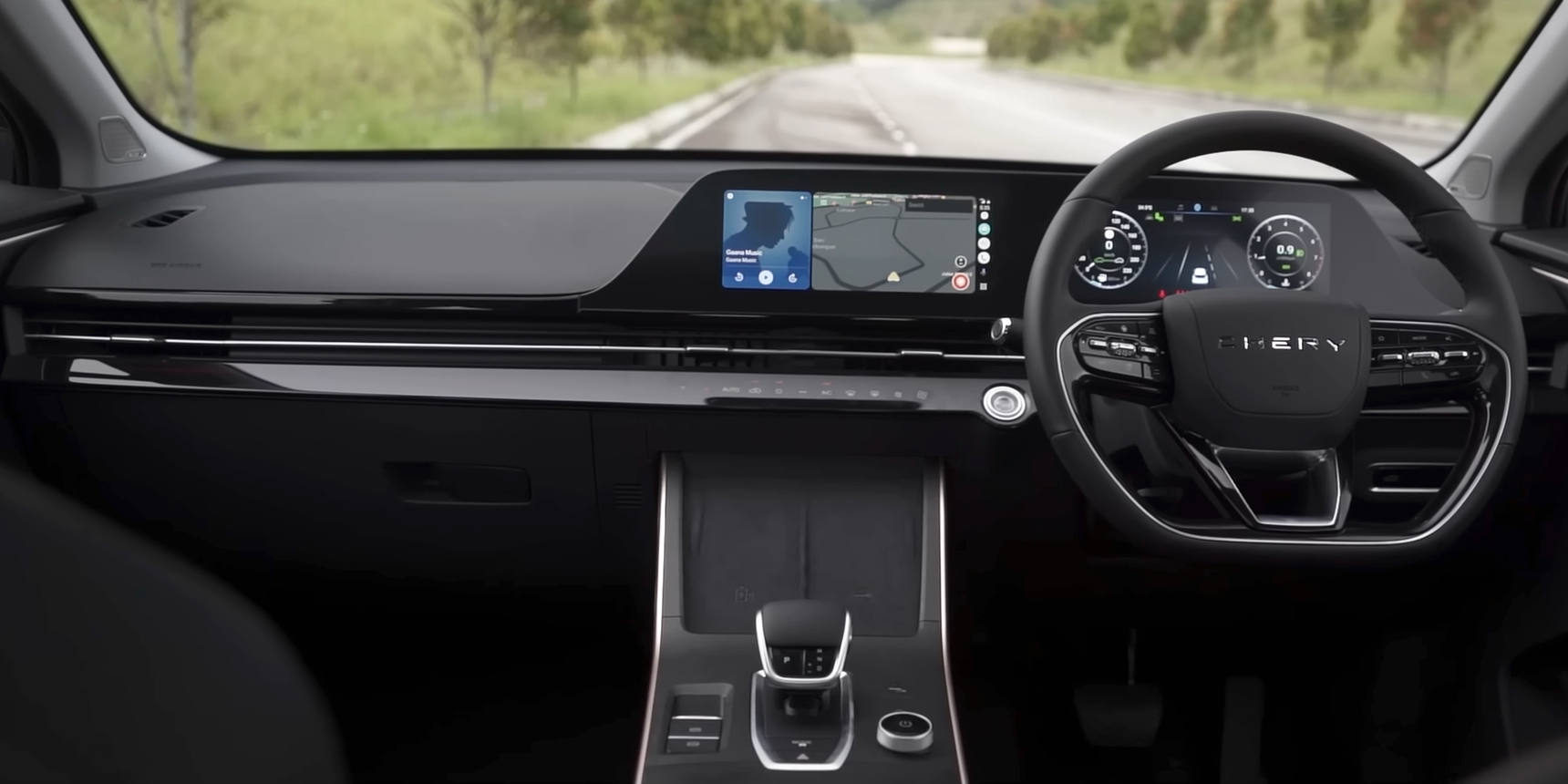

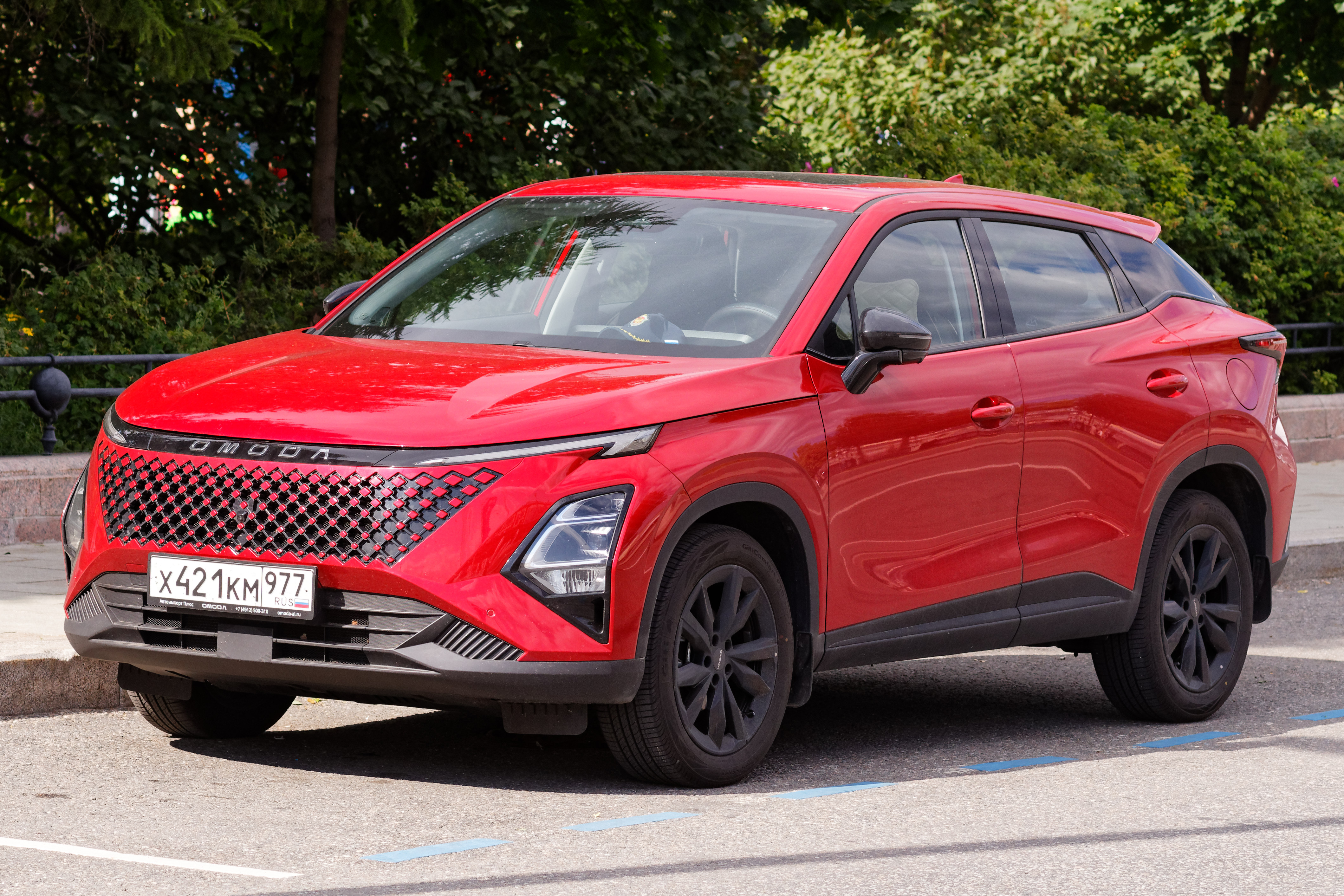
Omoda C5 (з 2025)

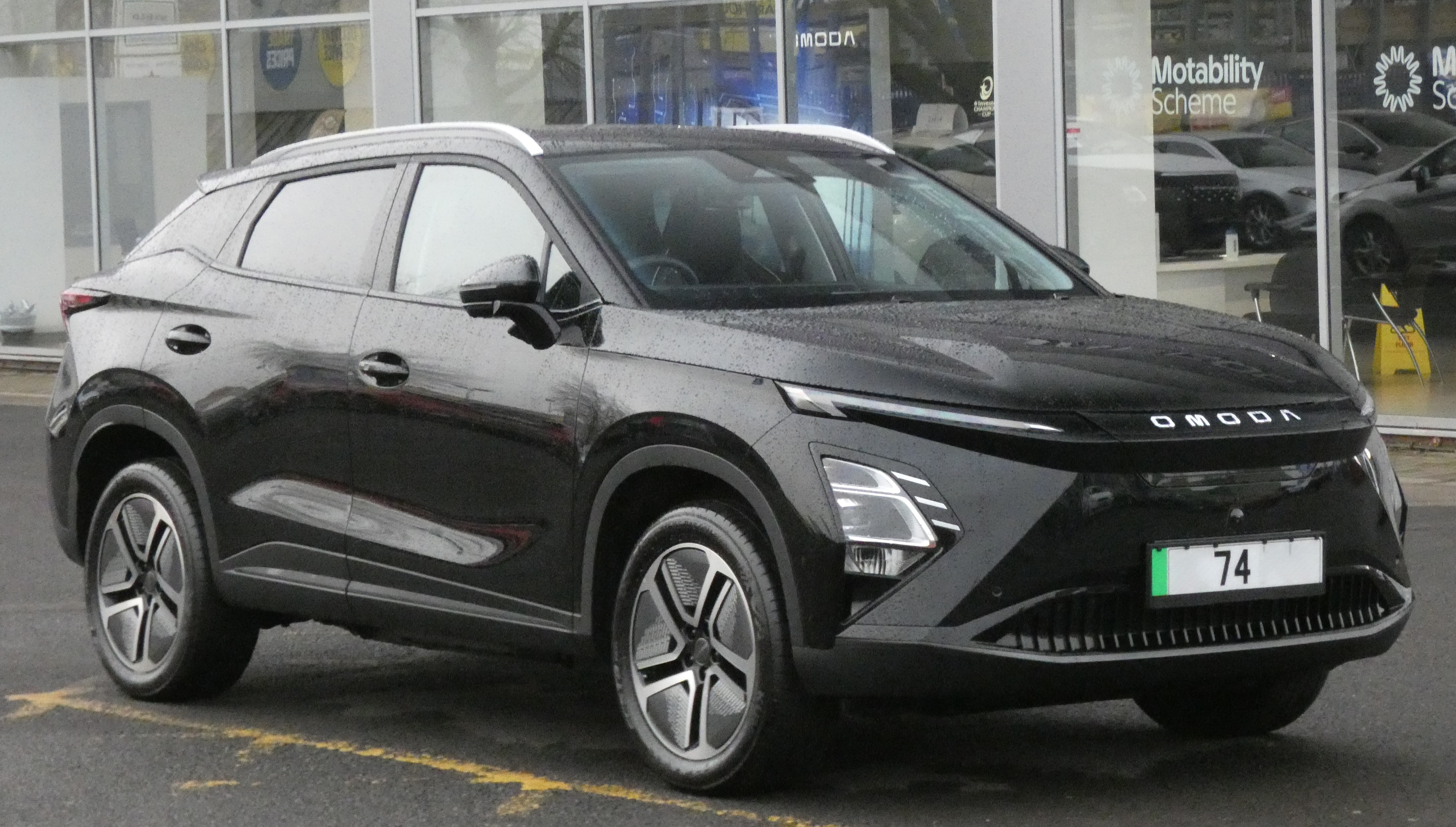
Omoda E5

Omoda 5 був представлений на виставці Auto Guangzhou 2021 у листопаді. 
Виробництво розпочалося в лютому 2022 року, із запланованим виходом на різні закордонні ринки. У Китаї він надійшов у продаж у другому кварталі 2022 року.
Під час розробки Omoda 5 був відомий під кодовою назвою "X-C". 
На багатьох експортних ринках модель продається як Omoda C5 або просто Omoda 5 під окремою маркою Omoda, яка позиціонується як більш елітна, ніж бренд Chery.  
Інші назви, що використовуються, включають Chery FX та Fownix FX в Ірані. 
З кінця 2024 року Chery перейменувала автомобіль на Chery Tiggo 5x High Energy для китайського ринку, з косметичними зовнішніми змінами.
За словами Chery, літера «O» в назві Omoda означає «абсолютно новий», а «Moda» - модний тренд. 
На деяких західних ринках літеру «O» описують як похідну від слова «кисень», тоді як “Moda” означає «сучасний».
Це перша модель кросовера з лінійки "Chery 4.0", в якій застосовано нещодавно розроблену мову дизайну Chery "Art in Motion". Передня частина складається з решітки радіатора "алмазної матриці". 
Задня частина складається з похилої задньої лінії даху, схожої на фастбеки, і двошарового спойлера. Chery стверджує, що автомобіль спроектований за "золотим перетином Піфагора", з відношенням висоти до ширини Omoda, що дорівнює 0,8677.
Як глобальна модель, автомобіль одночасно розробляється для лівостороннього та правостороннього руху. 
Chery стверджує, що він був протестований по всій Австралії, з основними випробуваннями в центральних, східних та південних регіонах Австралії, загальною протяжністю маршруту майже 30 000 км.
Інтер'єр Omoda 5 оснащений двома інтегрованими 10,25-дюймовими цифровими екранами високої чіткості, які забезпечують контроль над керуванням, кліматом і розвагами.

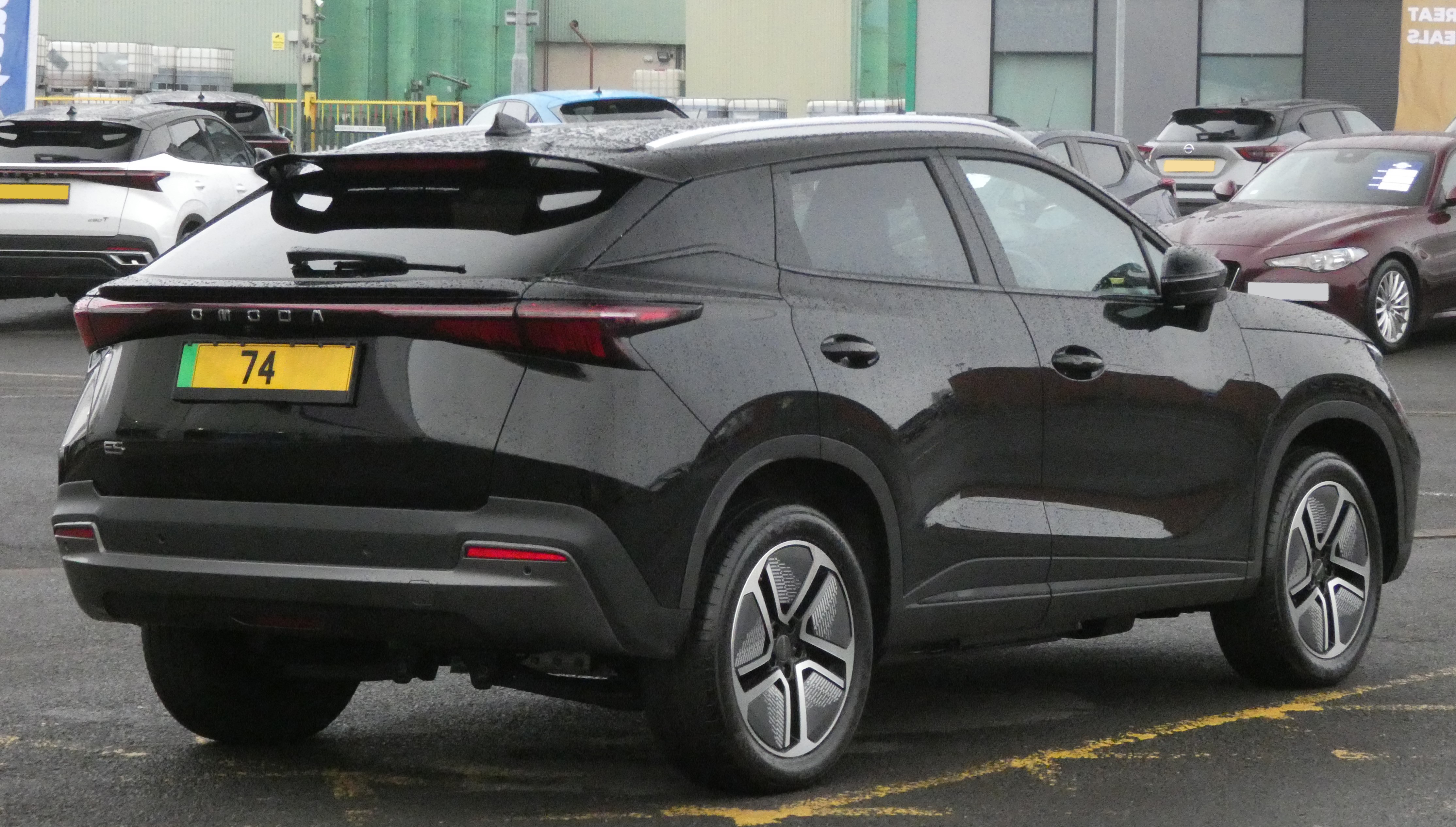

Автомобілі, призначені для експортних ринків, мають інший дизайн інтер'єру, починаючи з приладової панелі, центральної консолі і закінчуючи обшивкою дверей, який був розроблений провідним дизайнером Chery Річардом Ку (Richard Koo).  
З задніми сидіннями у вертикальному положенні об'єм багажного відділення становить 378 літрів, а зі складеними задніми сидіннями - 1075 літрів.
Електрична версія потужністю 150 кВт (201 к.с.) з батареєю ємністю 61 кВт-год була представлена на автосалоні в Шанхаї у квітні 2023 року. 
Названий Chery Omoda E5 або Omoda E5 або Omoda C5 EV залежно від ринку, електроваріант отримав інший дизайн передньої частини, а також інші зміни в дизайні. Він також не має логотипу та брендингу Chery. 
Він вперше з'явився у продажу в Індонезії в лютому 2024 року під назвою Omoda E5.

### Фейсліфтинг
Фейсліфтинг Omoda 5 був представлений у березні 2025 року. 
Зміни включають оновлену передню частину з елементами в колір кузова замість хромованих елементів на решітці радіатора та оновлений бампер, новий дизайн легкосплавних дисків, відсутність червоного підсвічування зовнішніх елементів оздоблення, а бензинова модель має чорну смужку з логотипом Omoda на передній панелі. Задня частина кузова та інтер'єр залишаються незмінними у порівнянні з моделлю до фейсліфтингу.

## Двигуни
- 1,6 л SQRF4J16 ACTECO TGDI ("Kunpeng Power", 290T). 147 кВт (197 к.с.) 290 Н⋅м

- 1,5 л турбо SQRE4T15C (230T) 108-115 кВт (145-154 к.с.), залежно від ринку, 230 Н⋅м

Для деяких ринків 1,6-літрова модель доступна з опціональним повним приводом, який використовує багатоважільну задню підвіску замість торсіонної, що призвело до зменшення дорожнього просвіту з 190 мм до 180 мм.

## Безпека

### ASEAN NCAP
| Оцінка ASEAN NCAP     | Оцінка ASEAN NCAP | Оцінка ASEAN NCAP |
| --------------------- | ----------------- | ----------------- |
| Загальний бал / Зірки | 5/5 зірок         | 88,64             |
| Дорослий пасажир      | 29,42/32,00       | 29,42/32,00       |
| Дитина-пасажир        | 44,26/51,00       | 44,26/51,00       |
| Допомога з безпеки    | 20,49/21,00       | 20,49/21,00       |
| Безпека мотоциклістів | 12.00/16.00       | 12.00/16.00       |

### Euro NCAP
У тестуванні Euro NCAP, проведеному у 2022 році, Omoda 5 отримала п'ятизірковий рейтинг.

## Продажі

### Бензинова версія
| Рік  | Продажі   | Продажі | Продажі   | Продажі  | Продажі | Продажі | Продажі   | Всі продажі |
| Рік  | Австралія | Китай   | Індонезія | Малайзія | Мексика | Росія   | Туреччина | Всі продажі |
| ---- | --------- | ------- | --------- | -------- | ------- | ------- | --------- | ----------- |
| 2022 |           | 8,258   |           |          | 1,001   |         |           | 27,525      |
| 2023 | 5,370     | 3,538   | 3,217     | 3,803    | 9,655   | 37,431  | 13,003    | 129,190     |
| 2024 | 6,162     | 2,129   | 1,700     | 8,019    |         |         |           | 131,237     |

### Електрична версія
| Рік  | Продажі   | Продажі   | Продажі  | Продажі | Всі продажі |
| Рік  | Австралія | Індонезія | Малайзія | Таїланд | Всі продажі |
| ---- | --------- | --------- | -------- | ------- | ----------- |
| 2024 | 197       | 4,425     | 553      | 30      | 23,106      |